# Marie-Agnès Courouble
Marie-Agnès Courouble est une auteure française née en 1930. Elle vit aujourd'hui dans le sud de la France, à Vence, où elle continue à donner des cours de théâtre et mettre en scène de nombreuses pièces. Elle est surtout connue pour son livre Mort derrière le Mur, publié aux Éditions Albin Michel et qui relate l'histoire de son frère, fusillé après la Seconde Guerre mondiale pour son attirance envers les idées et le modèle allemand. Le livre va connaître une suite en 2006, puisque paraitra L'Homme de Berlin, aux éditions du Losange. Elle a également mis en scène Le mental d'une reine, une pièce de Victor Haïm.